# 土星六邊形

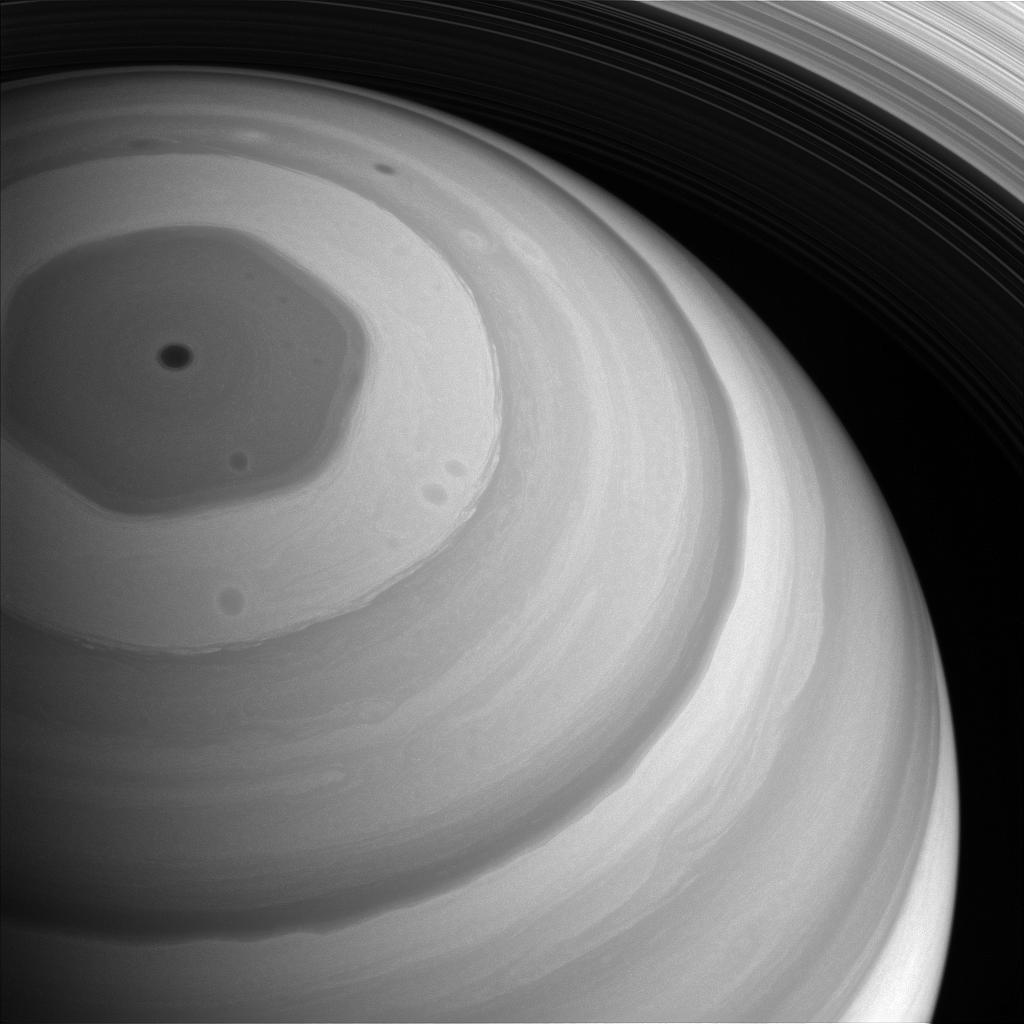
2016年時拍攝的土星六邊形

土星六邊形是指位於土星北極近似六邊形的環狀雲層，大約位於土星北緯78度左右的區域。最外圈的六邊形邊長約為14,500 km（9,000 mi）長，比地球的直徑還長約2,000 km（1,200 mi）直徑更可達29,000 km（18,000 mi）寬，高度可能高達300公里，當中可能存在風速高達320 km/h（200 mph）的噴射氣流。這個六邊形結構的自轉週期為10小時 39分鐘 24秒，與土星內部的無線電發射週期相同。這個六邊形結構像土星大氣中其他的可見雲彩一樣，在經度上沒有移動 。
土星六邊形最早由航海家號執行任務時發現，後來在2006年卡西尼-惠更斯號抵達土星時也有觀測到土星六邊形。在卡西尼號任務期間土星的六邊形的顏色發生了變化，從藍色轉變為金黃色。特別地，這種六邊形的雲層結構僅出現在土星的北極。根據哈勃太空望遠鏡所拍攝到的土星南極區影像，其確實也存在明顯的「噴射氣流」，但沒有強烈的極區漩渦，也沒有「六邊形的駐波」。對於土星六邊形的成因仍在猜測之中，其可能是某種形式的駐波、也可能是一種新型態的極光。目前已有部分實驗重現出類似的多邊形漩渦，但不確定是否與土星六邊形的成因有關聯。

## 發現
土星的極地六邊形是1981年由航海家號任務發現的，在航海家1號的影像中最先被注意到的是一個長期出現在78°N附近，圍繞著北極的六邊形漩渦。2006年由卡西尼號任務也觀測到了土星六邊形。
由於在2009年1月之前土星六邊形尚未進入陽光範圍，故卡西尼號只能拍攝土星六邊形的熱紅外影像。卡西尼號也能以與土星相同的速度移動，同時拍攝土星六邊形天氣模式的影片，因此能記錄下土星六邊形的運動。在土星六邊形被發現後，不少業餘天文學家嘗試在土星六邊形進入陽光照射範圍時，設法從地球獲得土星六邊形的影像。

## 顏色
根據卡西尼號的觀測資料，2012年至2016年間，土星六邊形的顏色從主要為藍色變成大部分為金色。對於這種現象目前被認為是因為季節變化，極地暴露在陽光下產生了陰霾導致。
|  |

## 成因

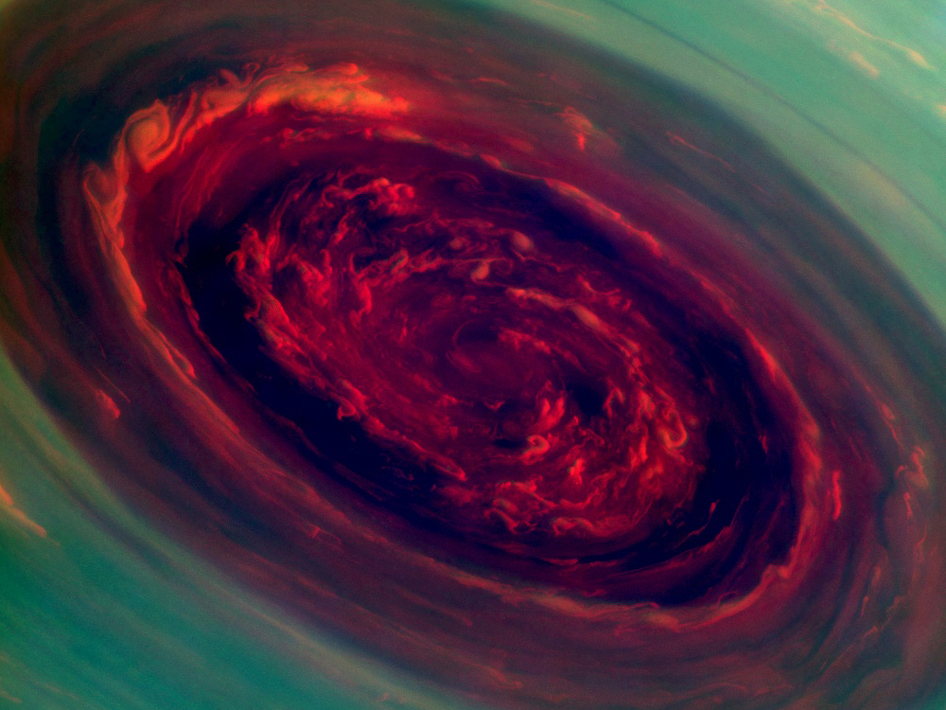
卡西尼號探測器拍攝的六邊形中央渦旋深處的假色影像

對於土星六邊形的成因仍在猜測之中，多數的天文學家認為是在大氣層中某種形式的駐波，但是六邊形也許是一種新型態的極光。牛津大學研究人員提出的一個假設是，六邊形形成在土星大氣風速具有陡峭緯度梯度的地方。
目前已經在實驗室的流體轉動桶內已經模拟出了多邊型结构。當一個圓形液體罐在其中心和外圍以不同的速度旋轉時這種現象就可能發生，其形狀從三角形到八邊形都有，皆形成在具有不同速度旋轉的兩個不同流體之間的湍流區域。
其他研究員稱實驗中觀測到了渦旋洩離（會產生一連串的漩渦），然而並未在土星六邊形觀察到。模擬表明，一些較淺、較緩慢、局部纏繞，且與土星盛行雲同方向的噴射氣流，產生的邊界穩定性，與觀測到的土星六邊形吻合。
土星北極六邊形繞極噴流（Jet）加上北極渦旋（NPV）系統的正壓不穩定性產生的長壽命結構與觀察到的六邊形類似。然而在許多文獻研究中，純粹噴射氣流系統並無法產生這樣的現象，因此北極渦旋（NPV）的動力可能在穩定六邊形射流方面扮演著重要的角色。有人提出濕對流可能是土星北極渦旋系統起源的因素之一，2017年一篇論文利用正壓旋轉之淺層水模型，考察了濕對流的影響，但認為不改北極渦旋的重要性。

## 外部連結
- YouTube上的Cassini Video of Saturn's Hexagon
- Saturn Revolution 175 （页面存档备份，存于）, Cassini images, November 27, 2012
- Saturn’s Strange Hexagon – In Living Color! – Universe Today （页面存档备份，存于）
- Edge of the hexagon （页面存档备份，存于） from Planetary Photojournal （页面存档备份，存于）
- Saturn's Hexagon Comes to Light （页面存档备份，存于）, APOD January 22, 2012
- In the Center of Saturn's North Polar Vortex （页面存档备份，存于）, Astronomy Picture of the Day – December 4, 2012
- Video of hexagon's rotation （页面存档备份，存于） from NASA
- NASA's Cassini Spacecraft Obtains Best Views of Saturn Hexagon （页面存档备份，存于） (December 4, 2013)
- Animated vortex view （页面存档备份，存于） (TPS)
- Hexagon image （页面存档备份，存于）
- Saturn's Hexagon Replicated In Laboratory （页面存档备份，存于）, video
- Hexagon Changes Color （页面存档备份，存于） (October 21, 2016)